# Robert Alber
Robert Alber (13 de Outubro de 1906 - 7 de Junho de 1988) foi um oficial alemão que serviu no Deutsches Heer durante a Segunda Guerra Mundial. Foi condecorado com a Cruz de Cavaleiro da Cruz de Ferro.

## Carreira militar

### Condecorações
| Cruz de Ferro 2ª Classe            |                       |
| Cruz de Ferro 1ª Classe            |                       |
| Cruz de Cavaleiro da Cruz de Ferro | 7 de setembro de 1943 |